# Karel Luyben
Karel Luyben (1951, Tilburg) is een Nederlands chemicus. Luyben is als hoogleraar bioprocestechnologie verbonden aan de Technische Universiteit Delft waar hij tussen 2010 en 2017 actief was als rector magnificus.

## Carrière
In 1976 voltooide Luyben zijn studie scheikundige technologie aan de Technische Universiteit Eindhoven waarna hij aan de slag ging als onderzoeker aan de Landbouw Universiteit Wageningen. Hij verrichtte onderzoek op het gebied van procestechnologie en dan specifiek transportverschijnselen bij actieve koolstof en droge materialen. Na zijn werk als onderzoeker aan de landbouwuniversiteit werkte hij voor de periode van een jaar als onderzoeker bij de bedrijven Cehave en Bayer. In 1983 maakte hij de overstap naar de Technische Hogeschool Delft welke in 1986 zijn naam zou veranderen naar Technische Universiteit Delft. Hij werd hier aangesteld als hoogleraar bioprocestechnologie. Het jaar erop werd hij benoemd tot president van Biotechnologie Delft-Leiden.
In de periode 1985 tot 1990 was Luyben voorzitter van de Nederlandse Biotechnologische Vereniging en van 1993 tot 1998 was hij de wetenschappelijk directeur van de onderzoeksschool Biotechnological Sciences Delft Leiden. In de periode die daarop volgde, 1998 tot 2009, was Luyben de decaan van de faculteit Technische Natuurwetenschappen aan de Technische Universiteit Delft waar hij in 2010 benoemd werd tot rector magnificus. In 2014 was Luyben een van de juryleden voor de uitreiking van de Dataprijs.
Per 1 januari 2018 ging hij met emeritaat. Op 9 februari 2018 werd hij benoemd tot Nationaal Coördinator Open Science.

## Publicaties (selectie)
- M. van Berlo; K.Ch.A.M Luyben & L.A.M van der Wielen (1998). Poly(ethylene glycol)-salt aqueous two-phase systems with easily recyclable, Journal of chromatography, vol. 711, afl. 1-2, pag. 61-68
- M.T. Gude; L.A.M.van der Wielen; K.Ch A.M. Luyben (1996). Phase behavior of a-amino acids in multicomponent aqueous alkanol solutions, Fluid phase equilibria, vol. 116, afl. 1-2, pag. 110-117 (8)
- W.J. Groot; R.G.J.M. van der Lans & K.Ch.A.M. Luyben (1992). Technologies for butanol recovery integrated with fermentations, Process Biochemistry, vol. 27, afl. 2, 1992, pag. 61-75
- D.R.J. Grootjen; R.G.J.M. van der Lans & K.Ch.A.M. Luyben (1990). Effects of the aeration rate on the fermentation of glucose and xylose by Pichia stipitis CBS 5773, Enzyme and Microbial Technology, vol. 12, afl. 1, 1990, pag. 20–23